# Justin H. Min
Justin H. Min, född 20 mars 1990, är en amerikansk skådespelare.
Min har bland annat medverkat i TV-serien The Umbrella Academy. Han har även medverkat i filmen The Greatest Hits.

## Filmografi (i urval)
- 2016 – Rebirth
- 2021 – After Yang
- 2019–2024 – The Umbrella Academy (TV-serie)
- 2023 – Shortcomings
- 2024 – The Greatest Hits